# Comunità montana della Maielletta
La Comunità montana della Maielletta (zona P) era stata istituita con la Legge regionale 6 luglio 1977, n. 31 della Regione Abruzzo, che ne ha anche approvato lo statuto.
La sede si trovava nel comune di Pennapiedimonte. Comprendeva sette comuni della provincia di Chieti: 
- Fara San Martino
- Guardiagrele
- Palombaro
- Pennapiedimonte
- Pretoro
- Rapino
- Roccamontepiano

La Regione Abruzzo ha abolito la Comunità montana insieme a tutte le altre comunità montane nel 2013.